# Monoon borneense
Monoon borneense là một loài thực vật thuộc họ Annonaceae. Nó là loài đặc hữu Borneo.
Loài này được George King mô tả lần đầu tiên năm 1892 dưới danh pháp Polyalthia macropoda, nhưng danh pháp này là bất hợp lệ do nó là đồng danh muộn của Polyalthia macropoda (Miq.) F.Muell., 1877. Năm 1996, Hiroshi Okada thiết lập danh pháp Cleistopetalum borneense. Năm 2012, Bine Xue et al. chuyển nó sang chi Monoon.
Năm 2007, Ian Mark Turner thiết lập danh pháp Polyalthia sinclairiana thay thế cho Polyalthia macropoda King, 1892 sau này được coi là đồng nghĩa của M. borneense.